# Das Narrenschiff (Porter)
Das Narrenschiff (Originaltitel: Ship of Fools) ist ein Roman von Katherine Anne Porter, der 1962 veröffentlicht wurde. Inspiriert wurde die Autorin durch eine Schiffsreise nach Europa, die sie 1931 unternahm, sowie durch die Lektüre von Sebastian Brants Narrenschiff (1494). Von Brant übernahm sie sowohl den Titel als auch das archetypische Bild der Schiffsreise als Lebensreise. In einem Interview mit The Paris Review erklärte sie: „Das menschliche Leben selbst ist ein einziges Chaos. Jeder behauptet seinen Platz, besteht auf seinen Rechten und Gefühlen, missversteht die Motive der anderen und seine eigenen. Niemand weiß vorher, wie das Leben, das er führt, endet, auch ich nicht - vergessen Sie nicht, dass auch ich ein Passagier auf diesem Schiff bin. Es sind keineswegs nur die anderen, die die Narren abgeben! Mangel an Verständnis und Isolierung sind die natürlichen Lebensbedingungen des Menschen. Wir sind alle Passagiere auf diesem Schiff, doch wenn es ankommt, ist jeder allein.“
Katherine Anne Porter, die nach der Veröffentlichung ihrer Kurzgeschichten bereits eine renommierte Autorin war, begann 1941 mit der Niederschrift ihres einzigen Romans und arbeitete zwanzig Jahre daran. Die Veröffentlichung wurde mehrmals vom Verlag angekündigt, das Erscheinungsdatum jedoch immer wieder verschoben. Als das Narrenschiff 1962 erschien, nannte es die New York Times den „Roman, auf den eine ganze Generation dreißig Jahre lang gewartet hat“. Das Buch wurde umgehend ein großer Erfolg in den USA: Drei Tage nach Erscheinen stand es auf Platz 1 der Bestsellerliste und wurde zum meistverkauften Buch der 1960er Jahre in den USA. Dazu trug auch Stanley Kramers Verfilmung von 1965 bei, in der eine internationale Besetzung um Vivien Leigh, Lee Marvin, Heinz Rühmann, Simone Signoret, José Ferrer und Oskar Werner agierte.

## Inhalt
Der Roman erzählt von der Überfahrt des Dampfschiffes Vera von Veracruz, Mexiko, nach Bremerhaven, Deutschland, vom 22. August bis 17. September 1931. Ein zentrales Thema des Romans ist das Aufkommen des Nationalsozialismus. Während der Fahrt kreuzen sich die Schicksale zahlreicher Passagiere verschiedener Nationalitäten. Neben den Angestellten auf dem Schiff, insbesondere dem Kapitän und dem Schiffsarzt Dr. Schumann, sind auch viele der Reisenden Deutsche: Etwa Siegfried Rieber, Herausgeber einer Fachzeitschrift für Damenbekleidung, der offen nationalsozialistische Ideen vertritt, und Wilhelm Freytag, der mit einer Ölgesellschaft in Mexiko „zu tun“ hat und nach Deutschland fährt, um seine Frau und seine Schwiegermutter abzuholen. Die Ehefrau des Herrn Freytag ist Jüdin, weshalb es ihm verwehrt wird, am Kapitänstisch zu essen; er wird gezwungen, mit dem jüdischen Fabrikanten Julius Löwenthal an einem separaten Tisch zu sitzen. Herr Professor Hutten, der ehemalige Leiter einer deutschen Schule in Mexiko, reist mit seiner Frau sowie der weißen Bulldogge Bébé, die von Kindern über Bord gestoßen und von einem Basken aus dem Zwischendeck gerettet wird, wobei dieser ertrinkt. Der Schiffsarzt Dr. Schumann verliebt sich im Laufe der Überfahrt in eine rauschgiftsüchtige spanische Aristokratin, La Condesa genannt, die viele Jahre in Kuba gelebt hat und als politisch Verbannte nach Teneriffa deportiert wird.
Weitere Fahrgäste sind u. a. die Amerikanerin Mary Treadwell, eine fünfundvierzigjährige geschiedene Dame, die nach Paris zurückkehrt und für ihre männlichen Mitreisenden und deren Annäherungsversuche nur Verachtung übrig hat, zwei junge amerikanische Maler, David Scott und Jenny Brown, die am Ende der 27-tägigen Reise kein Paar mehr sind, sowie eine spanische Zarzuela-Truppe, eine Gruppe von Sängern und Tänzern, die nach Spanien zurückkehren, nachdem sie in Mexiko gescheitert sind. Auf dem Zwischendeck reisen zusammengepfercht über achthundert spanische Arbeiter von den Zuckerpflanzungen auf Kuba, die infolge der Krise auf dem Zuckermarkt ausgewiesen wurden. Sie werden von den anderen Passagieren mit Herablassung und Überheblichkeit behandelt.

## Rezeption in Deutschland
In Deutschland wurde das Buch, vor allem wegen der Darstellung der deutschen Passagiere, kritisch aufgenommen. Als „ein Dokument des Hasses“ bezeichnete es Herbert von Borch 1962 in der Welt.
Der Spiegel schrieb 1962: „Tatsächlich verdeutlicht der Roman, dessen Personal sich zu einem großen Teil aus Deutschen rekrutiert, recht drastisch die Antipathie der Autorin gegen teutonische Mentalität, in der sie als gewichtige Wesenszüge Fanatismus und Grausamkeit zu erkennen glaubt ... und im Sinne solchen Pauschal-Urteils ist auch ihr Erfolgsbuch angelegt: Die ‚Narrenschiff‘-Parabel zeichnet den Deutschen als Schreckgespenst, als den Schwarzen Mann der Weltgeschichte ... Der außerordentliche Erfolg, den Porter  und Narrenschiff beim amerikanischen Publikum haben, dürfte allein durch das Ansehen der Autorin nicht erklärt sein. Er bestätigt vielmehr abermals die gegenwärtig guten Geschäftserfolge mit antideutschen Ressentiments.“
Auch zwei Jahre später äußerte sich Ulrich Sonnenmann in einer weiteren Kritik im Spiegel eher negativ: „Völlig falsch ist das deutsch-jüdische Verhältnis 1931 gesehen. Einerseits verzerrt, andererseits verharmlost: sie betätigt sich als retrospektive Prophetin, weiß weder etwas vom Ausmaß der biologischen und gesellschaftlichen Verschmelzung, die nur und gerade in Deutschland damals in Wirklichkeit schon erreicht worden war, noch versteht sie, wo, im deutschen Bewusstsein von damals, im Unterschied zum impulsiven Negerhass ihrer südstaatlichen Landsleute, der Antisemitismus eigentlich saß, der rein theoretisch, in einem Theoretikervolk eben darum dann praktisch viel gefährlicher war...“

## Ausgaben
- Das Narrenschiff. Übersetzt von Susanna Rademacher. Rowohlt Verlag, Reinbek bei Hamburg 1963.
- Das Narrenschiff. Übersetzt von Susanna Rademacher. Überarbeitete und kommentierte Ausgabe. Mit einem Nachwort von Elke Schmitter. Manesse Verlag, Zürich 2010. ISBN 978-3-7175-2220-1.